# George Beranger

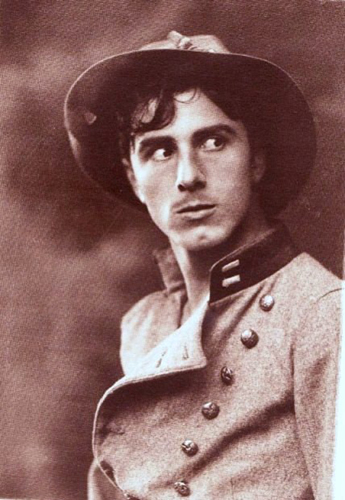
George Beranger in seiner Rolle in Die Geburt einer Nation (1915)

George André de Beranger (* 27. März 1893 in Enmore bei Sydney, New South Wales als George Augustus Beringer; † 8. März 1973 in Laguna Beach, Kalifornien) war ein australisch-US-amerikanischer Schauspieler und Stummfilmregisseur.

## Leben und Karriere
George Beringer wurde als jüngstes von fünf Kindern in einem Dorf nahe Sydney als Sohn von Caroline Mondientz und dem aus Deutschland kommenden Maschinenschlosser Adam Beringer geboren. Seine Mutter beging Suizid, als er drei Jahre alt war. Später machte Beranger in Hollywood ein gewisses Mysterium aus seiner Herkunft und behauptete, mit echtem Namen André de Beranger zu heißen und französischer Abstammung zu sein und in Paris eine Schulausbildung genossen zu haben.  Nachdem Beranger seine Familie mit 14 Jahren verlassen hatte, nahm er Schauspielstunden bei dem schottischen Theaterdarsteller Walter Bentley und spielte in dessen Theatergruppe Walter Bentley Players Shakespeare-Rollen. 1912 kam er mit einem Dampfschiff in Vancouver in Nordamerika an und siedelte illegal in die USA über, wo er bald in New York an der Seite von Donald Crisp Theater spielte.
Sein erster Film war im Jahr 1913 The Well an der Seite von Lionel Barrymore und Harry Carey. Bereits im folgenden Jahr begann Beranger mit Star-Regisseur David Wark Griffith zu drehen. Neben seinen Filmauftritten – darunter eine Nebenrolle als Konföderiertensoldat in Griffiths umstrittenem, aber bahnbrechenden Filmepos Die Geburt einer Nation – fungierte Beranger auch als einer der Assistenzregisseure von Griffith. Selbst als Regisseur fungierte Beranger bei insgesamt zehn Stummfilmen zwischen 1914 und 1924. 1919 stand er in einer Schurkenrolle im Filmdrama Gebrochene Blüten erneut unter Regie von Griffith. In den 1920er-Jahren erreichte seine Schauspielkarriere ihren Höhepunkt und er spielte größere Rollen in über 40 Filmen in dieser Dekade. Oft verkörperte er dabei komödiantisch angehauchte Nobelmänner, Abenteurer und Exzentriker. Er war Hauptdarsteller von Roland Wests Kriminalfilm Das Rätsel der Fledermaus (1926), war in Ernst Lubitschs So ist Paris (1926) zu sehen und verkörperte Lord Byron in Die Liebesaffären des Beau Brummel (1924).
Mit Anbruch des Tonfilms Ende der 1920er-Jahre ließ Berangers schauspielerischer Erfolg nach und er musste sich bis zu seinem letzten Film im Jahr 1950 zumeist mit kleineren Nebenrollen begnügen. Daher musste er sich einen Zweitjob als Zeichner bei der Stadtverwaltung von Los Angeles suchen. Beranger verkaufte viele seiner Besitztümer, unter anderem eine an seinem Karrierehöhepunkt in den 1920ern gebaute Villa, und kaufte ein Cottage in Laguna Beach. Dort heiratete Beranger, obwohl er für seine Zeit relativ offen homosexuell war, eine benachbarte Witwe, die beiden bewohnten jedoch nie zusammen ein Haus. Er lebte zuletzt zurückgezogen und von der Öffentlichkeit vergessen in seinem Cottage, wo er kurz vor seinem 80. Geburtstag tot von seinem Postboten aufgefunden wurde.

## Filmografie (Auswahl)
- 1913: The Well
- 1914: The Avenging Conscience: or 'Thou Shalt Not Kill'
- 1914: Home, Sweet Home
- 1915: Die Geburt einer Nation (The Birth of a Nation)
- 1916: Intoleranz (Intolerance)
- 1916: Flirt mit dem Schicksal (Flirting with Fate)
- 1917: Those Without Sin
- 1919: Gebrochene Blüten (Broken Blossoms)
- 1923: The Extra Girl
- 1923: Die Bluthochzeit (Ashes of Vengeance)
- 1924: Die Liebesaffären des Beau Brummel (Beau Brummel)
- 1924: Der lachende Kavalier (His Hour)
- 1925: Ein König im Exil (Confessions of a Queen)
- 1926: So ist Paris (So This Is Paris)
- 1926: Das Rätsel der Fledermaus (The Bat)
- 1926: Sazarac, der Piratenkapitän (The Eagle of the Sea)
- 1926: Die Großfürstin und ihr Kellner (The Grand Duchess and the Waiter)
- 1927: If I Were Single
- 1933: Spätere Heirat ausgeschlossen (Ex-Lady)
- 1934: Tempel der Schönheit (Kiss and Make-Up)
- 1934: Ein feiner Herr (Jimmy the Gent)
- 1935: Dangerous
- 1935: Kampf um Indien (Clive of India)
- 1935: Die Goldgräber von 1935 (Gold Diggers of 1935)
- 1935: Das Rätsel von Zimmer 309 (One New York Night)
- 1935: Der Mann, der die Bank von Monte Carlo sprengte (The Man Who Broke the Bank at Monte Carlo)
- 1936: Kain und Mabel (Cain and Mabel)
- 1936: Der wandelnde Leichnam (The Walking Dead)
- 1936: Liebe vor dem Frühstück (Love Before Breakfast)
- 1936: Louis Pasteur (The Story of Louis Pasteur)
- 1936: Wem gehört die Stadt? (Bulletts or Ballots)
- 1937: Stolen Holiday
- 1945: Spiel mit dem Schicksal (Saratoga Trunk)
- 1947: Der Scharlatan (Nightmare Alley)
- 1948: Die Ungetreue (Unfaithfully Yours)
- 1948: Nachtclub-Lilly (Road House)
- 1948: Schrei der Großstadt (Cry of the City)
- 1948: Die Schlangengrube (The Snake Pit)
- 1949: Lady Windermeres Fächer (The Fan)
- 1949: Dancing in the Dark
- 1950: Varieté-Prinzessin (Wabash Avenue)